# Neapolitaner (Pferd)

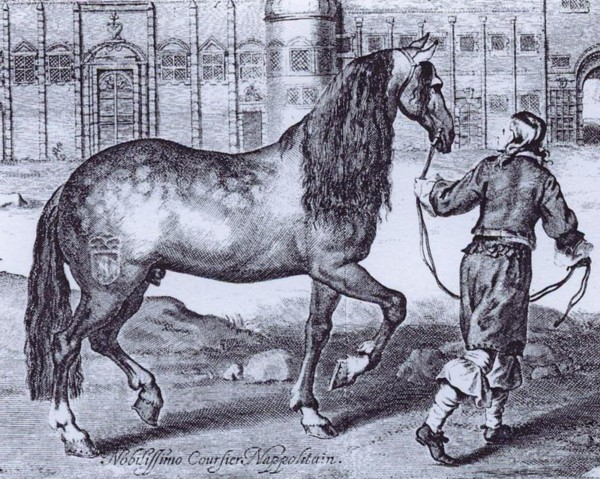
van Diepenbeeck, ca. 1650: Nobilissimo Coursier Nappolitain

Der Neapolitaner war eine im Königreich Neapel gezüchtete Pferderasse, die im Barock als die beste für Dressurzwecke galt und die die Zucht von Barockpferden in ganz Europa mitprägte. So sind zwei der sechs Stammlinien des Lipizzaners auf Neapolitaner zurückführbar (Conversano und Nepolitano).
Den geschichtlichen Hintergrund der Zucht bilden die Tatsachen, dass Neapel zur Blütezeit des Neapolitaners zur Krone Aragon und damit ab 1516 zu Spanien gehörte und ein wechselseitiger Export von Pferden mit der iberischen Halbinsel (Andalusiern und Lusitanos) stattfinden konnte, und dass in Neapel eine auf die Reiterei Europas ausstrahlende, von Federigo Griso gegründete Reitschule bestand.
Der Neapolitaner wird häufig als ausgestorben angenommen, nachdem 1798 die französische Armee bei der Eroberung Italiens Pferde aus neapolitanischen Familiengütern nach Frankreich brachte und 1861 mit der Absetzung der Bourbonen sämtliche adeligen Gestüte aufgelöst wurden. In letzter Zeit wird aber von einigen, insbesondere nach Erkenntnissen von Mauro Aurigi, angenommen, dass die Rasse nach Übergang in bäuerliche Zuchtbetriebe im Murgese genetisch weiterlebt. Auch scheint es durch umfangreiche Recherchen gelungen zu sein, in den 1980er Jahren einige überlebende Exemplare reiner Nachzucht zu finden, die zu einer Wiederbelebung des Neapolitaners und schließlich 2003 auch zu einer staatlichen Wiederregistrierung als Rasse führten. Der Bestand der Rasse umfasste 2008 25 Tiere, vier Jahre später wurden 30 Tiere erfasst.

## Belege
1. ↑  Neapolitano (Napoletano), die-pferderassen.de
Die Wiederauferstehung der Neapolitanos
2. ↑  Statistiche: Equidi per regione (Memento vom 10. September 2011 im Internet Archive), anagrafeequidi.it (italienisch)
3. ↑  News & Information: ancient rare breed for the first comes to the United States (englisch)